# 指鳞藓
指鳞藓（学名：Lepidolejeunea bidentula）为细鳞藓科指鳞藓属下的一个种。